# 神尾季羊
神尾季羊（かみお きよう、1921年1月2日-1997年6月16日）は、俳人。愛媛県松山市出身。本名・匡。神尾久美子は妻。宮崎商業学校卒。宮崎神宮嘱託。1946年『ホトトギス』の高浜虚子に師事。1950年『菜穀美』の野見山朱鳥に師事し同人となる。1954年『椎の実』主催。73年『鷹』の藤田湘子に師事。1971年宮崎県文化賞受賞。宮崎県俳句協会名誉顧問。

## 著書
- 『現代俳句選集 権』牧羊社 1981
- 『自註現代俳句シリーズ 神尾季羊集』俳人協会 1983
- 『同席 句集』角川書店 現代俳句叢書 1992
- 『日向 神尾季羊句集』角川書店 1999
- 『季語別神尾季羊句集』ふらんす堂 2003

## 注
1. ↑  『人物物故大年表』
2. ↑  『現代日本人名録』1987年